# Cinema Avis
O Cinema Avis era um edifício situado no nº 45 da Avenida Duque de Ávila, em Lisboa, Portugal. Desenhado pelo arquiteto Raul Lino, nos anos 30 era considerado uma das maiores e mais elegantes salas de cinema da capital portuguesa. Posteriormente na década de 1950 o edifício foi alvo de novas intervenções da autoria do arquiteto Maurício de Vasconcelos. Caindo em declínio, foi demolido em 1988.

## História

### Antecedentes

#### Trianon-Palace
Testemunhando o sucesso de bilheteiras dos espaços dedicados à sétima arte em Portugal durante o início do século XX, Augusto de Ornelas Bruges, 3º Conde de Vila da Praia da Vitória, adquiriu um terreno em frente à antiga estação dos eléctricos do Arco do Cego, em Lisboa, com o intuito de ali construir uma sala de cinema, tendo encomendado a Raul Lino o seu projeto de construção. Inaugurado a 1 de janeiro de 1930, e sob o nome de Trianon-Palace, a sala de cinema que tinha capacidade para 538 espectadores apresentou na sua sessão inaugural os filmes "O Anel da Imperatriz" (Spielereien einer Kaiserin) de Vladimir Strizhevsky, com Lil Dagover, Eugen Burg e Jaro Fürth, "Viva o Amor!" (Das Mädel mit der Peitsche) de Carl Lamac, com Anny Ondra e Sig Arno, e um documentário português, tendo ainda sido realizado no final da noite um concerto de orquestra, composta por nove elementos e dirigida pelo maestro Carlos de Sá, que de seguida passou a ser a banda residente do cinema ao serem contratados para atuar durante os filmes mudos e nos intervalos das sessões.

#### Cinema Palácio
Dois anos após a inauguração do espaço, a sala de cinema que se destacava pela decoração em azul e dourado foi adquirida por Vicente Alcântara, empresário do Cinema Odéon, tendo sido o seu nome alterado para Cinema Palácio e realizadas várias obras. Novamente sob a alçada do arquiteto Raul Lino, a plateia foi ampliada para uma lotação de 768 lugares e os seus dois balcões laterais foram substituídos por um único balcão transversal, situado num piso superior, sendo também adicionados elementos decorativos modernos, semelhantes aos implementados no Cinema Tivoli, como lustres luxuosos ou um tecto trabalhado em estuque, para além de ter sido aplicado o uso de luz indireta no seu interior. Marcada a sua reinauguração para o dia 7 de janeiro de 1933, com a estreia do filme sonoro "A Prisão Ideal" (Le Prison en Folie) de Henry Wulschleger, devido a problemas técnicos, somente 17 dias após a data prevista o cinema teve a sua abertura, sendo o filme original substituído por "A Arca de Nóe" (Noah's Ark) de Michael Curtiz, com Dolores Costello e Georges O'Brien nos papéis principais.

### Cinema Avis
Em 1956, sob a gerência da Soprocine - Sociedade Proprietária de Cinemas, Lda, a sala de cinema sofreu novamente remodelações no seu interior, tendo sido o arquiteto Maurício de Vasconcelos responsável pelo projeto e Antero Ferreira pela sua execução. Substituídas as cadeiras do balcão e da plateia e retiradas as frisas laterais, tornando a plateia mais ampla, o cinema reabriu a 29 de novembro desse mesmo ano sob o nome de Cinema Avis com uma estética moderna e minimalista, estreando a comédia musical "Fogo de Artificio" (Feuerwerk) de Kurt Hoffmann, com Romy Schneider como principal protagonista.
Destacando-se pela sua programação diversificada, foi o local de estreia de "Belarmino" de Fernando Lopes, "A Tirana" (La Tirana) de Juan de Orduña, "Trinitá - O Cowboy insolente" (Lo chiamavano Trinità) com Terence Hill e Bud Spencer ou ainda "Operação Montgomery" (I Was Monty's Double) de John Guillermin.
Após a 1974, tais como outros cinemas da capital, o Cinema Avis começou a exibir filmes pornográficos ou eróticos. Fechando definitivamente em 1988, foi demolido para serem construídos no seu lugar edifícios residenciais.